# Isabelle Azoulay

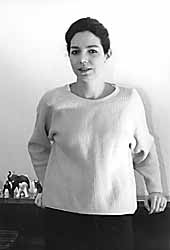
Isabelle Azoulay (2000)

Isabelle Azoulay (* 4. Dezember 1961) ist eine deutsch-französische Schriftstellerin, Philosophin und Soziologin.

## Leben
Isabelle Azoulay ist die Tochter eines französischen Vaters und einer deutschen Mutter. Sie konnte sich in einer zweisprachigen Umgebung entwickeln und wuchs in Paris und Frankfurt am Main auf. Isabelle Azoulay studierte Philosophie und Soziologie an der Sorbonne und an der Johann Wolfgang Goethe-Universität in Frankfurt am Main. Sie studierte u. a. bei Alfred Lorenzer und promovierte bei Volkmar Sigusch mit einer Arbeit über Gewaltbilder in der sexuellen Phantasie von Frauen. In der Folge verfasste sie unter anderem Arbeiten über Donatien Alphonse François de Sade.
Die Deutsch-Französin hält Vorträge und verfasst Essays zu den Themen Sexualforschung, Feminismus und erotische Kunst. Azoulay veröffentlichte die soziologischen Studien Phantastische Abgründe (1996), Die Gewalt des Gebärens (1998) und Schmerz (2000). Sie ist außerdem Gründerin der Berliner Künstlergruppe „ImWestenWasNeues“ und Initiatorin des ersten „Mobile Film Festivals“ 2007. 
Ihr literarisches Debüt De Gaulle und ich. Eine Geschichte aus Casablanca erschien 2008 im Elfenbein Verlag: Weder die Kluft zwischen Juden aus Spanien und schon immer dagewesenen Juden, noch das Tauziehen zwischen Sepharaden und Aschkenasen, noch wem der Mord an Jesus angehängt wird, möchte der kleine Marcel als seine Angelegenheit betrachten. „De Gaulle und ich“ ist ein poetischer Zugang zu Familiengeheimnissen.
Bereits im Herbst 2009 folgte Azoulays zweiter Roman Josty. Eine Liebe zwischen Berlin und Sils Maria (Elfenbein Verlag), der die Geschichte einer unkonventionellen Liebe zu Beginn des 19. Jahrhunderts erzählt. Zugleich thematisiert der Roman den Wunsch nach Individualität und die Angst, aus der Welt zu fallen. 
Isabelle Azoulay lebt und arbeitet in Berlin. Neben ihrer akademischen Ausbildung und wissenschaftlichen Untersuchungen hat sie sich im Bereich der Psychotherapie weiter qualifiziert, so praktiziert sie als Psychotherapeutische Heilpraktikerin im Bereich der Behandlung legaler Süchte (Tabakabhängigkeit) (etwa dem Training für Tabakentwöhnung, zertifiziert vom Institut für Therapie Forschung (IFT)). Sie wurde u. a. am „Institut Christoph Mahr“ in Integrative Psychotherapie ausgebildet.

## Bibliographie

### Hauptwerke
- Die Gewalt des Gebärens. List, München 1998, ISBN 3-471-77029-1.
- Schmerz. Die Entzauberung eines Mythos. Aufbau-Verlag, Berlin 2001, ISBN 3-351-02789-3.
- Phantastische Abgründe. Die Gewalt in der sexuellen Phantasie von Frauen. Mit dem Vorwort von Volkmar Sigusch. Brandes & Apsel, Frankfurt am Main 2003, ISBN 3-86099-267-8.
- De Gaulle und ich. Eine Geschichte aus Casablanca. Elfenbein Verlag, Berlin 2008, ISBN 978-3-932245-90-9.
- Josty. Eine Liebe zwischen Berlin und Sils Maria. (Hardcover). Elfenbein Verlag, Berlin 2009, ISBN 978-3-932245-99-2.
- Josty. Eine Liebe zwischen Berlin und Sils Maria. (Taschenbuch). Elfenbein Verlag, Berlin 2013, ISBN 978-3-941184-27-5.

### Essays
- Die süßen Schläge – Der andere Schmerz. Zur Ehrung von Sacher-Masoch. In: Peter Weibel (Hrsg.): Phantom der Lust Band I. Visionen des Masochismus, Essays und Texte. Belleville, München 2003, S. 76–86, ISBN 3-936298-24-6.
- Hans-Jürgen Döpp: Eros. Die Lust in der Kunst. Mit einem Essay von Isabelle Azoulay. Area Verlag, Erftstadt 2004, ISBN 3-89996-203-6.
- Peter Weiermair (Hrsg.): Der kalte Blick. Erotische Kunst 17. bis 20. Jahrhundert (offizieller Katalog zur Ausstellung gleichen Titels in Frankfurt am Main, Frankfurter Kunstverein). Mit Texten von Isabelle Azoulay. Edition Stemmle, Kilchberg/Zürich 2005, ISBN 3-905514-61-3.